# Branislav Sekulić
Branislav "Bane" Sekulić (serbi cirílic: Бpaниcлaв "Бaнe" Ceкулић) (29 d'octubre de 1906 - 24 de setembre de 1968) fou un futbolista serbi, posteriorment entrenador.
La seva carrera futbolística transcorregué entre Iugoslàvia, França i Suïssa, a clubs com SK Jugoslavija, SO Montpellier, Club Français o Grasshopper-Club. Fou internacional amb Iugoslàvia i participà en la Copa del Món de 1930, on marcà un gol.
Fou entrenador de l'Estrella Roja de Belgrad, FC Fribourg, la selecció suïssa, RFC de Liège i SC YF Juventus.